# テレビ幼稚園
『テレビ幼稚園』は、ラジオ東京テレビ（後のTBS）が1958年から放送していた番組である。ラジオ東京がテレビの早朝放送を開始すると同時に新設した幼児番組で、放送時間は月曜から土曜の午前8時台、名古屋ではCBC、大阪ではABCなど系列局でも放送された。番組名は何度か変更されており、『こばとテレビ幼稚園』や『ぽっことぴっきいテレビ幼稚園』といった名称が使用されたこともある。
なお、関西テレビが1958年から1960年まで放送していた『テレビ幼稚園』は同局制作による別の番組である。

## 概要
1956年（昭和31年）、講談社は『たのしい一年生』を創刊し、翌年以降、『たのしい二年生』から『たのしい六年生』まで、学年誌を順次創刊した。1957年（昭和32年）には日本テレビが開始間もない早朝枠に新設した『テレビのおばちゃま』の番組提供を行い、『たのしい一年生』の宣伝に活用した。講談社の動きに対し『小学一年生』など競合誌を刊行していた小学館は、既刊誌の内容強化や判型変更、幼児誌の新設を行って対抗、小学館と関係の深い集英社もこれに呼応し、1958年（昭和33年）に幼児誌『女子幼稚園こばと』（後に『こばと幼稚園』に改題）を創刊した。両社は日本テレビに続いて1958年（昭和33年）より早朝放送を開始したラジオ東京テレビの番組に提供、雑誌と連動した企画を行った。この番組が『テレビ幼稚園』である。
番組は歌や遊戯など実際の幼稚園を模した内容で、局近隣の幼稚園から専用バスで動員された園児も出演した。『こばと』掲載の「こりすのぽっこちゃん」も人形劇として登場、「ぽっこちゃん」のキャラクター商品も発売された。